# Bernadowa
Bernadowa – polana w Gorcach. Znajduje się na południowym, opadającym do Nowego Targu-Kowańca grzbiecie wierzchołka 1039 m (po wschodniej stronie Bukowiny Obidowskiej). Prowadzi przez nią zielony szlak turystyczny na Stare Wierchy, jest to jeden z czterech szlaków turystycznych z Nowego Targu w Gorce. Polana Bernadowa jest jedną z trzech polan przy tym szlaku (wyżej jest Kotlarka, a po drugiej stronie grzbietu Roznowa).
Polana Bernadowa położona jest na wysokości 780–800 m. Przy szlaku turystycznym jest na niej żelazny krzyż. Jest własnością prywatną, znajduje się poza obszarem Gorczańskiego Parku Narodowego i należy do Nowego Targu. Dawniej była użytkowana pastersko, obecnie nie jest już wypasana, ale podobnie jak wiele innych polan w Gorcach jest przez właścicieli wykorzystywana w celach rekreacyjnych (domki letniskowe). Polana należy do miasta Nowy Targ.
Szlak turystyczny

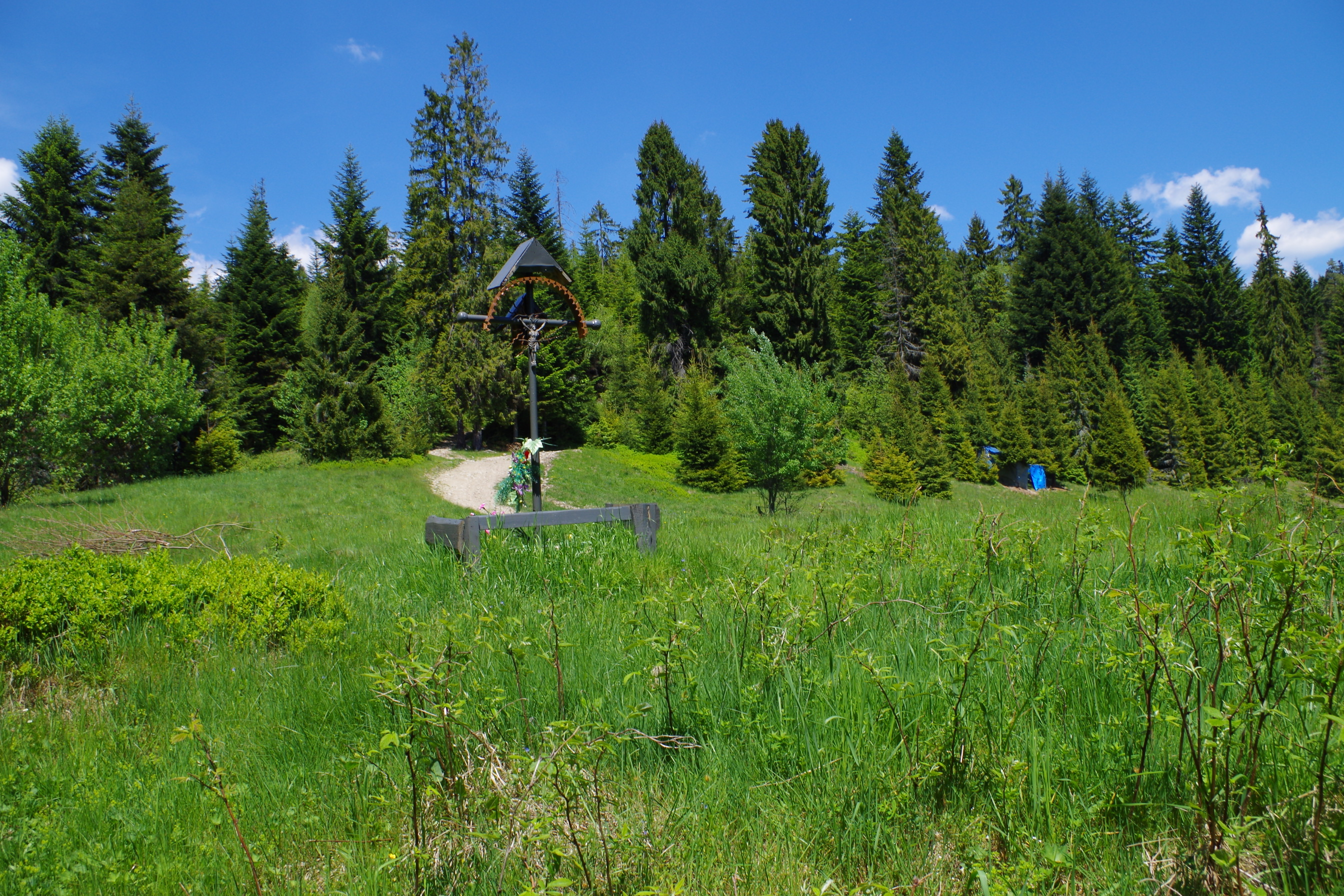
Krzyż na Polanie Bernadowej

 odcinek: Nowy Targ-Kowaniec – Bernadowa – Kotlarka – Roznowa – skrzyżowanie z czarnym szlakiem. Odległość 4,2 km, suma podejść 390 m, czas przejścia 1 godz. 30 min. z powrotem 50 min.